# Псамафа (спутник)

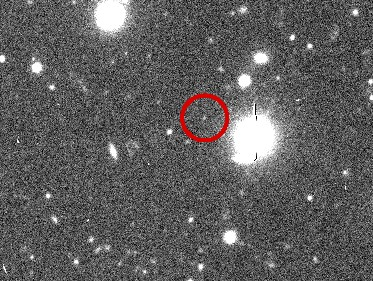
Снимок спутника

Псамафа (др.-греч. Ψαμάθη) — нерегулярный спутник планеты Нептун с обратным орбитальным обращением.
Названа по имени одной из нереид из греческой мифологии.
Также обозначается как Нептун X.

## История открытия
Псамафа была открыта Скоттом Шеппардом, Дэвидом Джуиттом, Яном Клейной в результате наблюдений 29 и 30 августа 2003 года.
Спутник получил временное обозначение S/2003 N 1.
Собственное название было присвоено 3 февраля 2007 года.

## Характеристики

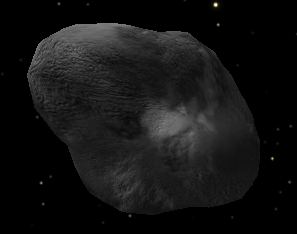
Художественное изображение спутника

По орбитальным параметрам Псамафа имеет близкое сходство с Несо.
Эти два спутника могут быть фрагментами существовавшего ранее более крупного спутника. Орбита спутника по размерам сопоставима с гелиоцентрическими орбитами: в апопосейдии он удаляется от Нептуна на 67,7 млн км, а Меркурий в афелии удаляется от Солнца на 70 млн км. Зато период обращения спутника составляет почти ровно 25 лет.